# Isabella Fehle
Isabella Fehle (* 1954 in Augsburg) ist eine deutsche Kunsthistorikerin. Von 2010 bis 2019 war sie die Direktorin des Münchner Stadtmuseums.
Isabella Fehle wuchs in München auf und studierte Kunstgeschichte, Mittelalterliche und Bayerische Geschichte an der Universität München und der FU Berlin und wurde 1983 in München mit einer Dissertation zum Maurischen Kiosk von Schloss Linderhof promoviert. Danach war sie an der Staatlichen Kunsthalle Karlsruhe, am Württembergischen Landesmuseum in Stuttgart und bei der Stadt Kornwestheim tätig. Von 1992 bis 2001 war sie Direktorin des Hällisch-Fränkischen Museums in Schwäbisch Hall, 2001 bis 2010 Direktorin des Landesmuseums Mainz, von April 2010 bis Oktober 2019 war sie Direktorin des Münchner Stadtmuseums. 
Ein wichtiges Anliegen ihrer Amtszeit am Münchner Stadtmuseum war 
der Blick auf die Münchner mit Migrationshintergrund. In der Ausstellung
Migration bewegt die Stadt wurde Migration erstmals als ein Teil der Münchner Stadtgeschichte dargestellt. Sie wurde in die Dauerausstellung Typisch München integriert. Weitere Schwerpunkte waren die Provenienzforschung, die Durchleuchtung der Geschichte des Stadtmuseum in der NS-Zeit, sowie die Planung des umfangreichen Umbaus des Stadtmuseums, welcher dann in die Amtszeit ihrer Nachfolgerin fällt.

## Veröffentlichungen (Auswahl)
- Der Maurische Kiosk in Linderhof von Karl von Diebitsch. Ein Beispiel für die Orientmode im 19. Jahrhundert (= Miscellanea Bavarica Monacensia Bd. 130). München 1987 (= Dissertation).